# Шарагол
Шарагол (рос. Шарагол) — село Кяхтинського району, Бурятії Росії. Входить до складу Шарагольського сільського поселення.
Населення —  472 особи (2010 рік). 